# Denis Krivošlikov
Denis Ivanovič Krivošlikov (rusko Денис Иванович Кривошлыков), ruski rokometaš, * 10. maj 1971, Moskva.
Leta 2000 je na poletnih olimpijskih igrah v Sydneyju v sestavi ruske reprezentance osvojil zlato olimpijsko medaljo, čez štiri leta pa še bronasto medaljo.